# André Tassin
André Tassin (ur. 23 lutego 1902 w Arras, zm. 12 lipca 1986) – francuski piłkarz grający na pozycji bramkarza.
Podczas kariery zawodniczej przypadającej na lata 1929–1936 Tassin bronił bramki takich drużyn, jak Racing Club, Amiens SC i Stade de Reims. W reprezentacji Francji rozegrał 5 meczów. Był w składzie reprezentacji podczas mistrzostw świata 1930, jednak przegrał rywalizację o miejsce w bramce z Alexem Thépotem.